# Komiaviatrans
Komiaviatrans (en ruso: Комиавиатранс) es una aerolínea cuya sede principal es el aeropuerto internacional de Syktyvkar en la República de Komi, Rusia. La aerolínea opera regularmente vuelos de cabotaje y regionales.
La estructura de la GUP RK "Komiaviatrans" incluye transporte y trabajos aéreos y operación de aeropuertos.
Entre los trabajos que realiza la empresa se encuentran el transporte de pasajeros (incluyendo tratamiento VIP), transporte de mercancías (incluyendo carga externa), sobrevuelo y patrullaje de oleoductos, gaseoductos y líneas eléctricas, excursiones y vuelos turísticos y asistencia médica de emergencia.
Las tripulaciones actúan generalmente en climas extremos.
La compañía gestiona varios aeropuertos en la República de Komi con sus propias instalaciones de mantenimiento de aeronaves y unidades de servicio. 
Estos aeropuertos son: Aeropuerto Internacional de Syktyvkar, Vorkutá, Pechora, Usinsk, Ujtá, Ust-Tsilma e Intá. También utilizan el Helipuerto Stroganov (situado a unos 135 km al norte de Usinsk, en la carretera Usinsk-Jaryaga), como base de operaciones.

## Flota
La flota de Komiaviatrans consiste en las siguientes aeronaves (mayo de 2015):
| Aeronave           | Activos | Pedidos | Pasajeros | Notas |
| ------------------ | ------- | ------- | --------- | ----- |
| Embraer ERJ 145    | 4       | 2       | 50        | [ 2 ] |
| Let L-410 Turbolet | 4       | —       | 15        |       |
| Mi-2               | 3       | —       |           |       |
| Mi-8               | 29      | —       |           |       |

Komiaviatrans trabaja de habitualmente para empresas como OAO "Lukoil", OAO NK "Rosneft", OAO "Transneft", OAO "Gazprom" o OAO "Surgutneftegaz" y otras.